# Dobrodeia de Kiev
Dobrodeia de Kiev (fallecida el 16 de noviembre del 1131), fue una princesa rusa autora de escritos sobre medicina y cónyuge del bizantino coemperador Alexios Komnenos.

## Vida
Nacida en Kiev a comienzos del siglo XII, Dobrodeia era hija de Mstislav de Kiev y Christina Ingesdotter de Suecia. Poco después del 1122,  se casó con Alexios Komnenos, el hijo mayor y coemperador del emperador bizantino Juan II Komnenos (1118–1143). Recibió el título de emperatriz (basilissa), y el nombre de Irene, por su suegra la Emperatriz Irene de Hungría. Dobrodeia y Alexios tuvieron una hija, María, que nació en 1125.
En el tribunal imperial de Constantinople, ella se convirtió en parte de un círculo de mujeres intelectuales, notablemente su cuñada Anna Comnena, y la noble Irene, conocida como referente de astrólogos y académicos. Fue motivada a encontrar su propio interés académico, estudió extensamente y y sus contemporáneos decían sobre ella: "no nació en Atenas, pero aprendió toda la sabiduría de los griegos". El escritor Theodore Balsamon apuntó que ella "muestra una fascinación por los métodos de curación" y que formuló bálsamos médicos y describió su eficiencia en un tratado de "ungüentos" (en griego Alimma), el cual está considerado como el primer tratado sobre medicina escrito por una mujer. Estudió al antiguo físico Galeno, y tradujo algunos de sus trabajos al ruso.
Murió, por causas desconocidas, el 16 de noviembre de 1131. Siguiendo su muerte, se cree que Alexios Komnenos se casó con su siguiente cónyuge Kata de Georgia.